# 헬퍼 (프로게이머)
헬퍼(본명: 권영재, 1995년 3월 24일 ~ )는 대한민국의 리그 오브 레전드 전직 프로게이머이다. 현재 프로게임단 지도자로 활동하고 있다. 선수 시절 아이디는 Helper였다. 포지션은 탑 라이너였다. 현재 Gen.G 소속 코치이다.

## 선수 시절
2014년 1월, 팀 아발란체에 입단하면서 프로 커리어를 시작했다.
2014년 11월, 오버WM에 입단했다.
2014년 12월, CJ 엔투스에 입단하였다. CJ에서는 간간히 출전했다.
2016시즌을 앞두고 삼성 갤럭시에 입단했다. 삼성에서는 큐베의 서브 선수로 활동했다.
2017시즌을 앞두고 에버8 위너스에 입단했다. 스프링 시즌 에버8에서 팀의 주전으로 활약하면서 팀의 우승에 기여했다. 승강전에서도 활약하면서 팀의 챔피언스 승격에 기여했다. 서머 시즌에서는 기인이 영입되면서 팀의 주전 자리를 내주게 되었다.

## 지도자 생활
2018년 2월, 오버워치 프로게임단인 팀 블라썸의 코치로 부임했다.
2019년 6월, Gen.G의 코치로 부임했다.
2020년 1월 7일, 중국의 쑤닝 게이밍의 코치로 부임했다. 2020 롤드컵에 참가하였으며 팀의 롤드컵 준우승에 기여했다.
2021시즌을 앞두고 PSG 탈론의 감독으로 부임했다. 2021시즌 팀의 PCS 우승에 기여했다. 2021 MSI에서도 팀이 4강에 진출하는데 기여했다. 2021 서머 시즌에서도 팀의 우승에 기여했다. 리그 오브 레전드 월드 챔피언십 2021에도 참가했다. 2021시즌 종료 후 군 입대로 인해 PSG 탈론과의 계약을 종료했다.
2024시즌을 앞두고 Gen.G의 코치로 부임했다.

## 소속팀

### 선수
| # | 팀명         | 소속 기간             | 소속 리그 | 비고 |
| - | ------------ | --------------------- | --------- | ---- |
| 1 | 팀 아발란체  | 2014.01~2014.10       |           |      |
| 2 | 오버WM       | 2014.11~2014.12       |           |      |
| 3 | CJ 엔투스    | 2014.12~2015.11.05    | LCK       |      |
| 4 | 삼성 갤럭시  | 2015.12.01~2016.11.30 | LCK       |      |
| 5 | 에버8 위너스 | 2017.01.05~2017.12.10 | CK LCK    |      |

### 지도자
| # | 팀명        | 직책 | 소속 기간             | 소속 리그 | 비고 |
| - | ----------- | ---- | --------------------- | --------- | ---- |
| 1 | 팀 블라썸   | 코치 | 2018.02.01~2019.01.28 |           |      |
| 2 | Gen.G       | 코치 | 2019.06~2019.12.05    | LCK       |      |
| 3 | 쑤닝 게이밍 | 코치 | 2020.01.07~2020.11.17 | LPL       |      |
| 4 | PSG 탈론    | 감독 | 2020.12.12~2021.10.25 | PCS       |      |
| 5 | Gen.G       | 코치 | 2023.11.29~           | LCK       |      |

## 수상 내역

### 선수
- 리그 오브 레전드 챌린저스 코리아 스프링 2017 우승

### 지도자
- 리그 오브 레전드 월드 챔피언십 2020 준우승
- 퍼시픽 챔피언십 시리즈 스프링 2021 우승
- 리그 오브 레전드 미드 시즌 인비테이셔널 2021 4강
- 퍼시픽 챔피언십 시리즈 서머 2021 우승